# Ken Adam
Kenneth Adam, nome d'arte di Klaus Hugo Adam (Berlino, 5 febbraio 1921 – Londra, 10 marzo 2016), è stato uno scenografo britannico.
Vinse due Oscar alla migliore scenografia: nel 1976 per Barry Lyndon e nel 1995 per La pazzia di re Giorgio. Inoltre, vinse due BAFTA alla migliore scenografia: nel 1964 per Il dottor Stranamore - Ovvero: come ho imparato a non preoccuparmi e ad amare la bomba e nel 1965 per Ipcress. Progettò i set di alcuni 007, tra cui:  Licenza di uccidere (1962), Thunderball: Operazione tuono (1965), Si vive solo due volte (1967) e La spia che mi amava (1977).
Nel 2003 ricevette il Ciak di Corallo, premio alla carriera dell'Ischia Film Festival. Da allora fu presidente onorario del festival.

## Biografia
Di origini ebree, nel 1934 la sua famiglia fuggì dalla Germania nazista e riparò in Gran Bretagna. Suo fratello divenne un membro dei servizi segreti britannici e venne così naturalizzato inglese, mentre Ken, arruolato nella RAF, rimase cittadino tedesco.
Fu l'unico tedesco a servire come pilota della Royal Air Force durante la Seconda guerra mondiale. Come sergente pilota nel 609º (West Riding) Squadron Royal Auxiliary Air Force, volò sugli Hawker Typhoon sopra la Francia settentrionale nelle missioni di scorta ai bombardieri e partecipò alla Battaglia di Normandia, soprattutto durante i bombardamenti della Sacca di Falaise, rischiando, oltre tutto, il plotone di esecuzione se catturato e identificato, in quanto considerato un traditore dai tedeschi.

## Filmografia parziale

### Scenografo
- Le avventure del capitano Hornblower (Captain Horatio Hornblower R.N.), regia di Raoul Walsh (1951)
- Il giro del mondo in 80 giorni (Around the World in Eighty Days), regia di Michael Anderson (1956)
- La notte del demonio (Night of the Demon), regia di Jacques Tourneur (1957)
- Il garofano verde (The Trials of Oscar Wilde), regia di Ken Hughes (1960)
- Agente 007 - Licenza di uccidere (Dr. No), regia di Terence Young (1962)
- Amori proibiti (In the Cool of the Day), regia di Robert Stevens (1963)
- Il dottor Stranamore - Ovvero: come ho imparato a non preoccuparmi e ad amare la bomba (Dr. Strangelove or: How I Learned to Stop Worrying and Love the Bomb), regia di Stanley Kubrick (1964)
- Ipcress (The Ipcress File), regia di Sidney J. Furie (1965)
- Funerale a Berlino (Funeral in Berlin), regia di Guy Hamilton (1966)
- Agente 007 - Si vive solo due volte (You Only Live Twice), regia di Lewis Gilbert (1967)
- Goodbye Mr. Chips, regia di Herbert Ross (1969)
- Gli insospettabili (Sleuth), regia di Joseph L. Mankiewicz (1972)
- Barry Lyndon, regia di Stanley Kubrick (1975)
- Salon Kitty, regia di Tinto Brass (1975)
- Sherlock Holmes: soluzione settepercento (The Seven-per-cent Solution), regia di Herbert Ross (1976)
- La spia che mi amava (The Spy Who Loved Me), regia di Lewis Gilbert (1977)
- Moonraker - Operazione spazio (Moonraker), regia di Lewis Gilbert (1979)
- Agnese di Dio (Agnes of God), regia di Norman Jewison (1985)
- Crimini del cuore (Crimes of the Heart), regia di Bruce Beresford (1986)
- Il boss e la matricola (The Freshman), regia di Andrew Bergman (1990)
- La famiglia Addams 2 (Addams Family Values), regia di Barry Sonnenfeld (1993)
- La pazzia di Re Giorgio (The Madness of King George), regia di Nicholas Hytner (1994)
- A proposito di donne (Boys on the Side), regia di Herbert Ross (1995)
- A torto o a ragione (Taking Sides), regia di István Szabó (2001)

### Attore
- Inside the Making of Dr. Strangelove, regia di David Naylor (2000) - Documentario